# Пайгарма
Пайгарма — село, центр сельской администрации в Рузаевском районе. Население 709 чел. (2001), в основном русские.
Расположено на левом берегу Пайгармы, в 8 км от районного центра и 3 км от железнодорожной станции Пишля. Название-характеристика: от м. пою «осина» и кура, курня «куст, кустарник; улочка, улица», то есть поселение у осинового леса. В «Списке населённых мест Пензенской губернии» (1864) Пайгарма — деревня владельческая из 49 дворов (344 чел.) Инсарского уезда; была часовня (в 1873 г. вместо неё возведена церковь во имя святого мученика Параскевы; см. Параскево-Вознесенский монастырь). По данным 1913 г., Пайгарма — село из 103 дворов (600 чел.); имелись церковно-приходская школа, 3 ветряные мельницы, шерсточесалка, 2 просодранки, чайная. В 1931 в Пайгарме насчитывалось 138 дворов (684 чел.). В начале 1930-х гг. был создан совхоз «Дорурс», с 1983 г. — «Железнодорожный» (мясо-молочное животноводство и выращивание овощей в открытом грунте). В современной Пайгарме — средняя и детская музыкальная школы, Дом культуры, магазин, медпункт, отделение связи; памятник воинам, погибшим в годы Великой Отечественной войны; войсковая часть. Пайгарма — родина участника 3-х революций, советско-партийного работника И. Е. Гандюрина, награждённых орденами Октябрьской Революции, Трудового Красного Знамени, хозяйственного руководителя Ю. В. Репина, химика Т. К. Захаровой, электромонтёра В. А. Левашова, дорожного мастера Б. А. Палкина. В Пайгармскую сельскую администрацию входят пос. Зелёный (32 чел.), пжр. Пишля (30) и Совхоз № 3 «Дорурс» (509 чел.).

## Источник
- А. Н. Келина. Энциклопедия Мордовия.